# Бекка Тобін
Ребекка «Бекка» Тобін (англ. Rebecca «Becca» Tobin; нар. 18 січня 1986, Марієтта, Джорджія, США) — американська акторка, співачка й танцівниця. Найбільшу популярність здобула в телесеріалі «Хор».

## Життєпис

### Ранні роки
Бекка Тобін народилася в місті Маріетта, штат Джорджія, в сім'ї адвокатів. Бекка було молодшою дочкою. У сьомому та восьмому класах Бекка брала участь у групі підтримки, але покинула її, вважаючи, що це не для неї. Після цього Бекка почала займатися танцями. У театральній школі мистецтв над нею знущалися й називали «потворою» та «ботанкою». Через ці знущання Бекка залишила театральну школу й не пішла на випускний. 2004 року закінчила середню школу Вілера. Була випускником музично-драматичної академії «AMDA» (The American Musical and Dramatic Academy). Бекка підтримує боротьбу з хуліганством та є представником «Bullyville».

### Професійна кар'єра
У 18 років переїхала до Нью-Йорка. Бекка працювала дублером на Бродвеї. Зіграла Кітті Вайлд у телесеріалі «Хор».

### Особисте життя
Зустрічалася зі співвласником кількох клубів Меттом Бендіком. Але 10 липня 2014 року 35-річного Метта було знайдено мертвим у готелі Філадельфії. Причина смерті досі лишається невідомою.
3 грудня 2016 року Бекка виходить заміж за Зака Мартіна.

## Фільмографія
| Рік       | Назва                         | Оригінальна назва    | Роль             |
| --------- | ----------------------------- | -------------------- | ---------------- |
| 2009      | Вінер та Вінер                | Wiener & Wiener      | Гізер            |
| 2012–2015 | Хор                           | Glee                 | Кітті Вайльд     |
| 2014      | До смерті красива             | Drop Dead Diva       | Імператриця Катя |
| 2014      | Таємні дівчата                | Mystery Girls        | Кіммі Кітсон     |
| 2015      | Морська поліція: Лос Анджелес | NCIS: Los Angeles    | Блейз Талькотт   |
| 2017      | Падіння мила                  | Dropping the Soap    | Таммі О'Рурк     |
| 2017      | Я кажу, що роблю?             | Do I Say I Do?       | Джессіка Бендер  |
| 2017      | Різдвяна пісня                | A Song for Christmas | Аделаїда Кей     |
| 2018      | Кохання на першому танці      | Love at First Dance  | Говп             |
| 2019      | Сестра нареченої              | Sister of the Bride  | Стефанія         |

## Премії та номінації
| Рік  | Нагорода           | Категорія                     | Робота | Результат |
| ---- | ------------------ | ----------------------------- | ------ | --------- |
| 2013 | Teen Choice Awards | Найкращий лиходій телебачення | Хор    | Номінація |